# Famenne Ardenne Classic 2025
La Famenne Ardenne Classic 2025, settima edizione della corsa e valida come prova dell'UCI Europe Tour 2025 categoria 1.1, si svolse il 4 maggio 2025 su un percorso di 186,7 km, con partenza e arrivo da Marche-en-Famenne, in Belgio. La vittoria fu appannaggio del teedesco Max Kanter, il quale completò il percorso in 4h23'23", alla media di 42,531 km/h, precedendo l'olandese Cees Bol e il belga Arne Marit.
Sul traguardo di Marche-en-Famenne 117 ciclisti, dei 154 partiti dalla medesima località, portarono a termine la competizione.

## Squadre e corridori partecipanti
| N.      | Cod. | Squadra                       |
| ------- | ---- | ----------------------------- |
| 1-7     | LOT  | Lotto                         |
| 11-17   | IWA  | Intermarché-Wanty             |
| 21-27   | ADC  | Alpecin-Deceuninck            |
| 31-37   | XAT  | XDS Astana Team               |
| 41-47   | IPT  | Israel-Premier Tech           |
| 51-57   | TEN  | TotalEnergies                 |
| 61-67   | RKT  | Unibet Tietema Rockets        |
| 71-77   | Q36  | Q36.5 Pro Cycling Team        |
| 81-87   | VBF  | VF Group-Bardiani CSF-Faizanè |
| 91-97   | EKP  | Equipo Kern Pharma            |
| 101-107 | TFB  | Team Flanders-Baloise         |
| 111-117 | WB2  | Wagner Bazin WB               |

| N.      | Cod. | Squadra                            |
| ------- | ---- | ---------------------------------- |
| 121-127 | LTF  | Lidl-Trek Future Racing            |
| 131-137 | RBC  | Red Bull-Bora-Hansgrohe Rookies    |
| 141-147 | TIS  | Tarteletto-Isorex                  |
| 151-157 | VRR  | Van Rysel-Roubaix                  |
| 161-167 | PSC  | Pauwels Sauzen-Cibel Clementines   |
| 171-177 | MET  | Metec-Solarwatt p/b Mantel         |
| 181-187 | BCY  | Beat Cycling Team                  |
| 191-197 | VWE  | VolkerWessels Cycling Team         |
| 201-207 | VOS  | Voster ATS Team                    |
| 211-217 | TER  | Team Technipes #inEmiliaRomagna    |
| 221-227 | GEF  | General Store-Essegibi-F.lli Curia |

## Ordine d'arrivo (Top 10)
| Pos. | Corridore         | Squadra       | Tempo    |
| ---- | ----------------- | ------------- | -------- |
| 1    | Max Kanter        | XDS           | 4h23'23" |
| 2    | Cees Bol          | XDS           | s.t.     |
| 3    | Arne Marit        | Intermarché   | s.t.     |
| 4    | Émilien Jeannière | TotalEnergies | s.t.     |
| 5    | Jensen Plowright  | Alpecin       | s.t.     |
| 6    | Hugo Hofstetter   | Israel        | s.t.     |
| 7    | Hugo Page         | Intermarché   | s.t.     |
| 8    | Pau Miquel        | Kern          | s.t.     |
| 9    | Lukáš Kubiš       | Unibet        | s.t.     |
| 10   | Milan Menten      | Lotto         | s.t.     |